# Madeleine Lebeau
Madeleine Lebeau (Marie Madeleine Berthe Lebeau; n. 10 iunie 1923, Antony, Franța – d. 1 mai 2016, Estepona⁠(en)[traduceți], Spania) a fost o actriță franceză de film.

## Biografie
Madeleine Lebeau (numele complet Marie Madeleine Berthe Lebeau), născută la 10 iunie 1923 în orașul Antony, departamentul Hauts-de-Seine, s-a căsătorit cu actorul Marcel Dalio în 1939; acesta era la a doua lui căsătorie. S-au întâlnit în timp ce jucau în aceeași piesă de teatru.
În 1939, Madeleine Lebeau a apărut în primul ei film, melodrama Jeunes filles en détresse („Fete în primejdie”).
În iunie 1940, Madeleine Lebeau și Marcel Dalio (pseudonimul lui Israel Moshe Blauschild, evreu născut în Franța cu părinți provenind din România) au fugit din Paris înainte de invadazia armatei germane și au ajuns la Lisabona. Se presupune că au primit vize de tranzit de la Aristides de Sousa Mendes, ceea ce le-a permis să intre în Spania și să treacă ulterior în Portugalia. Le-a luat apoi două luni până să obțină vize pentru Chile. Cu toate acestea, atunci când nava lor, S. S. Quanza, s-a oprit în Mexic, au fost blocați, împreună cu aproximativ 200 de alți pasageri, atunci când vizele pe care le luaseră pentru Chile s-au dovedit a fi false. În cele din urmă, ei au reușit să obțină pașapoarte canadiene temporare și a intrat astfel în Statele Unite ale Americii.
Madeleine Lebeau a debutat în 1941 la Hollywood în filmul Hold Back the Dawn, cu Olivia de Havilland în rolul principal. În anul următor, ea a jucat în filmul Gentleman Jim, o biografie a boxerului irlandezo-american James J. Corbett⁠(en)[traduceți] (interpretat de Errol Flynn).
În același an, ea a reușit să obțină rolul Yvonne, amantă părăsită a lui Rick Blaine (interpretat de Humphrey Bogart), în filmul Casablanca, semnând un contract pe o perioadă de douăzeci și șase de săptămâni, în valoare de 100 de dolari pe săptămână, cu casa de filme Warner Bros., pentru a juca într-o serie de filme.
La 22 iunie 1941, în timp ce filma scenele din Casablanca, soțul ei, Marcel Dalio, care juca în același film rolul crupierului  Emil, a intentat acțiune de divorț în Los Angeles, pe motiv de părăsire a domiciliului conjugal. Divorțul celor doi a fost pronunțat în 1942.
Madeleine Lebeau a fost ultimul supraviețuitor al echipei care a realizat Casablanca, considerat de către critici ca fiind unul dintre cele mai bune filme ale secolului XX.
După Casablanca, Lebeau a mai apărut în alte două filme americane. Primul a fost în drama de război Paris After Dark (1943), în care a avut un rol important, jucând alături de fostul ei soț, Marcel Dalio. În anul următor, a avut un rol mai mic în filmul muzical Music for Millions.
După sfârșitul celui de-Al Doilea Război Mondial, Madeleine Lebeau întors în Franța, unde și-a continuat cariera de actriță de film. A apărut în Les Chouans (o adaptare după romanul omonim al lui Honoré de Balzac, realizată în 1947), A jucat apoi în filmul britanic Cage of Gold (1950), în care rolul principal era deținut de Jean Simmons.

## Ultimii ani
Madeleine Lebeau a mai avut roluri secundare în mai mult de 20 de filme realizate în Franța, printre care Une Parisienne (1957), cu Brigitte Bardot în rolul principal. De asemenea, a jucat în filmul 8½, regizat de Federico Fellini (1963). Ultimele filme în care a apărut au fost două producții spaniole din 1965.
În 1988, s-a recăsătorit cu scenaristul italian Tullio Pinelli, co-autor al scenariului de la 8½.
Madeleine Lebeau a murit pe 1 mai 2016, la Estepona, Spania, după o fractură a femurului.

## Filmografie selectivă
- 1939 Jeunes filles en détresse
- 1941 Hold Back the Dawn
- 1942 Gentleman Jim
- 1942 Casablanca
- 1943 Paris After Dark
- 1944 Music for Millions
- 1947 Les Chouans
- 1950 Cage of Gold
- 1953 L'Étrange Amazone
- 1953 Mandat d'amener
- 1953 Légère et court vêtue
- 1953 L'Aventurière du Tchad
- 1954 Quai des blondes
- 1954 Si Versailles m'était conté
- 1954 Cadet Rousselle
- 1955 Napoléon
- 1957 Une Parisienne
- 1963 8½
- 1964 Angelica, marchiza îngerilor
- 1965 La Vuelta
- 1965 Sfida a Rio Bravo